# 王豫立
王豫立（？年—？年），字定甫，號玄洲，陝西涇陽縣（今咸陽市涇陽縣）人。明朝政治人物，同進士出身。

## 生平
萬曆七年（1579年）己卯科陕西鄉試第二十九名舉人，二十三年（1595年）乙未科進士。工部觀政，二十四年十月授職山西稷山縣知縣。因丁母憂守制歸鄉。服闕，二十八年補河南嵩縣知縣。升南京工部主事，改任北禮部儀制司。四十六年七月升山東右參政，兵備霸州。調山西右参政，泰昌元年十月升本省按察使，分巡河東。天啓二年（1621年）二月舉卓异，四月陞河南右布政使、信陽兵备，三年正月进左布政使，七月升南京光禄寺卿，六年正月改北光禄寺卿，六月乞休归。

## 家族
曾祖王忠，舉人、署教谕。祖王之垣，字伯鎮，号東庵。父王心，母张氏。具庆下。子調鼎、和鼎。